# Peter Skaarup
Peter Skaarup, né le 1er mai 1964 à Aarhus (Danemark), est un homme politique danois, membre du Parti populaire danois, puis des Démocrates danois.

## Biographie
Peter Skaarup est consultant technique de 1986 à 1990, année où il rejoint le Folketing comme chef du secrétariat du groupe parlementaire du Parti du progrès. Quand la dirigeante du parti, Pia Kjærsgaard, créée en 1995 le Parti populaire danois du fait des tensions internes au sein du Parti du progrès, il devient chef du secrétariat de son groupe parlementaire.
Il est élu député au Folketing sous les couleurs du Parti populaire danois lors des élections législatives de mars 1998, les premières auxquelles participent le mouvement. Il devient alors le porte-parole de son groupe parlementaire pour la justice.
Il est réélu pour un deuxième et un troisième mandat en élections législatives de novembre 2001 et en élections législatives de février 2005,. Après ce dernier scrutin, il prend la présidence de la commission judiciaire du Folketing. Il conserve ce poste après sa réélection lors des élections législatives de novembre 2007.
Il remporte un cinquième mandat lors des élections législatives de septembre 2011. En septembre 2012, il devient le président du groupe parlementaire du Parti populaire danois.
Il conserve la présidence du groupe parlementaire après les élections législatives de juin 2015 lors desquelles le parti obtient le meilleur résultat de son histoire. Il retrouve alors également la présidence de la commission judiciaire du Folketing.
Il est réélu pour un nouveau mandat en juin 2019, et est reconduit dans son rôle de président de groupe.
En janvier 2022, alors que le parti traverse une crise interne et que de nombreux élus quittent le mouvement pour protester contre son nouveau président Morten Messerschmidt, il choisit dans un premier temps de rester membre et président de groupe. Il annonce finalement en juin son départ pour rejoindre les Démocrates danois, le nouveau parti de l'ancienne ministre Inger Støjberg.
Il est réélu pour un huitième mandat, cette fois-ci sous l'étiquette des Démocrates danois, lors des élections législatives de novembre 2022. Il devient alors le président du nouveau groupe parlementaire, et son porte-parole pour l'immigration et l'intégration.